# Emelie Schepp
Anna Emelie Schepp, född den 5 september 1979 i Motala, är en svensk kriminalförfattare. Hennes kriminalromaner utspelar sig i Norrköping där Schepp har bott med sin familj under många år. 
Schepp har tidigare arbetat som projektledare i reklambranschen. Därefter har hon övergått till att bli författare på heltid.

## Författarskap
År 2013 debuterade hon på eget förlag med kriminalromanen Märkta för livet, som blev såld i 40 000 exemplar på sex månader. Schepp tecknade efter det ett bokavtal på tre böcker med Wahlström & Widstrand, som hösten 2014 återutgav Märkta för livet. Därefter planerades utgivning i ytterligare ett halvdussin länder.
Märkta för livet är den första delen i serien om åklagare Jana Berzelius. Schepp har sedan dess skrivit ytterligare ett antal böcker i serien om Jana Berzelius. Böckerna har sålts i över 2,5 miljoner exemplar till ett 30-tal länder. Schepp utsågs till Årets deckarförfattare 2016, 2017 och 2018.
Märkta för livet, Vita spår, Prio ett och Pappas pojke har alla nominerats till Stora Ljudbokspriset. De tre första har ljuduppläsningar av Katarina Ewerlöf, medan den sistnämnda har Gunilla Leining som uppläsare.
Böckerna om Jana Berzerlius utspelar sig på kända platser i Norrköping, där det med sedan 2019 genomförts deckarvandringar i bokens miljöer.
TV-serien Jana – Märkta för livet är baserad på Schepps första bok om Jana Berzelius och hade premiär den 19 april 2024 på Prime Video.

### Serien om Jana Berzelius
- 2013 –  Märkta för livet. "1". Stavsjö: En & Ett. Libris 14074521. ISBN 9789198081107
- 2015 –  Vita spår. "2". Bonnier Audio. Libris 17554467. ISBN 9789173489492
- 2016 –  Prio ett. "3". Stockholm: Wahlström & Widstrand. Libris 19131843. ISBN 9789146230274
- 2017 –  Pappas pojke. "4". Stockholm: HarperCollins Nordic. Libris 20031131. ISBN 9789150924435
- 2019 –  Broder Jakob. Harper Crime. "5". Stockholm: HarperCollins Nordic. Libris 7hgxxlb35l1t2gnl. ISBN 9789150941814
- 2020 –  Nio liv. Harper Crime. "6". Stockholm: HarperCollins Nordic. Libris 7knptb1f5l95zh21. ISBN 9789150961669
- 2022 –  Björnen sover. "7". Stockholm: Norstedts. Libris gv3tzf51dzw2jflf. ISBN 9789113105321

### Övrig utgivning
- 2024 –  Hundra dagar i juli. Stockholm: Norstedts[15]

## Priser och utmärkelser
- 2015 – Märkta för livet nominerad till Stora Ljudbokspriset med uppläsare Katarina Ewerlöf i kategorin deckare
- 2016 – Vita spår nominerad till Stora Ljudbokspriset med uppläsare Katarina Ewerlöf i kategorin deckare
- 2016 – Årets deckarförfattare[16] i kategorin "Läsarnas pris" under "Crimetime Gotland", en internationell deckarfestival som hålls varje år på Gotland
- 2017 – Prio ett nominerad till Stora Ljudbokspriset med uppläsare Katarina Ewerlöf i kategorin deckare
- 2017 – Årets deckarförfattare[16] i kategorin "Läsarnas pris" (för andra året i rad) vid deckarfestivalen "Crimetime Gotland"
- 2018 – Pappas pojke nominerad till Stora Ljudbokspriset med uppläsare Gunilla Leining i kategorin deckare
- 2018 – Årets deckarförfattare i kategorin "Läsarnas pris" (för tredje året i rad) vid deckarfestivalen "Crimetime Göteborg", tidigare "Crimetime Gotland", som ägde rum under Bokmässan i Göteborg[8]
- 2024 - Rolf Wirténs kulturpris från Länsstyrelsen i Östergötland.[17]